# František Paulus
František Paulus (10. srpna 1885 Proseč – 21. srpna 1945 Hodonín) byl český a československý politik, přední postava českého fašismu a nacionalistické politické scény, člen Národní obce fašistické, Ligy proti vázaným kandidátním listinám (respektive Národní ligy) a meziválečný senátor Národního shromáždění ČSR za Národní sjednocení.

## Biografie
Koncem 20. let patřil mezi hlavní postavy českého fašistického hnutí. V únoru 1928 se podílel na sněmu Národní obce fašistické a byl součástí frakce, která zůstala věrná Radolovi Gajdovi. Později se podílel na vytváření formace Liga proti vázaným kandidátním listinám (respektive Národní liga) a v jejím rámci ve 30. letech přešel do Národního sjednocení. Spolu s Jindřichem Trnobranským patřil mezi jediné dva kandidáty původně z Národní ligy, kteří pronikli ve volbách roku 1935 do senátu Národního shromáždění.
V parlamentních volbách v roce 1935 získal senátorské křeslo v Národním shromáždění za Národní sjednocení. V červnu 1937 ale ze senátorského klubu Národního sjednocení vystoupil a byl pak nezařazeným členem parlamentu. V senátu setrval do jeho zrušení v roce 1939, přičemž krátce předtím ještě v prosinci 1938 přestoupil do nově vzniklé Strany národní jednoty.
Profesí byl redaktorem z Brna-Žabovřesk. Byl šéfredaktorem novin Polední list. Zde za druhé republiky publikoval antisemitské články a vyzýval ke spolupráci s nacistickým Německem. Po německé okupaci měl za úkol udržovat kontakty s německými představiteli. Účastnil se zájezdu českých novinářů do dobytého Polska. V průběhu roku 1940 ale ztratil důvěru německých hodnostářů a nebyl už zván na tiskové konference. Tuto činnost pak převzal jeho redakční kolega Karel Werner. V letech 1941–1943 patřili Werner a Paulus k hlavním autorům úvodníků Poledního listu, které prezentovaly politickou linii tohoto periodika. Paulus náležel do tzv. sedmičky aktivistických (proněmeckých) novinářů.
Po druhé světové válce byl zatčen a zemřel ve vazbě v srpnu 1945.